# Nykvarn (gemeente)
Nykvarn is een Zweedse gemeente in Södermanland. De gemeente behoort tot de provincie Stockholms län. Ze heeft een totale oppervlakte van 178,2 km² en telde 8328 inwoners in 2004.

## Plaatsen
- Nykvarn
- Finkarby
- Berga
- Berga ö
- Nygårds hagar